# Unai Albizua
Unai Albizua Urquijo (Laudio, 18 gennaio 1989) è un calciatore spagnolo, difensore svincolato.

## Carriera
Albizua entra a far parte delle giovanili dell'Athletic Bilbao nell'estate 2003. Svolge le prime tre stagioni in carriera al Bakonia, club per il quale disputa 60 partite segnando una marcatura. L'anno successivo, aggregatosi al Bilbao Athletic, conduce la squadra da capitano ai play-off dopo essersi piazzato al terzo posto in campionato.
Convocato in prima squadra per la stagione 2013-2014, esordisce il 3 novembre 2013, sostituendo Aymeric Laporte, nell'incontro perso per 2-0 contro l'Atletico Madrid.

## Statistiche

### Presenze e reti nei club
Statistiche aggiornate al 10 febbraio 2014.
| Stagione               | Squadra                | Campionato             | Campionato | Campionato | Coppa nazionale | Coppa nazionale | Coppa nazionale | Coppe europee | Coppe europee | Coppe europee | Altre coppe | Altre coppe | Altre coppe | Totale | Totale |
| Stagione               | Squadra                | Comp                   | Pres       | Reti       | Comp            | Pres            | Reti            | Comp          | Pres          | Reti          | Comp        | Pres        | Reti        | Pres   | Reti   |
| ---------------------- | ---------------------- | ---------------------- | ---------- | ---------- | --------------- | --------------- | --------------- | ------------- | ------------- | ------------- | ----------- | ----------- | ----------- | ------ | ------ |
| 2007-2008              | Baskonia               | TD                     | 5          | 0          | -               | -               | -               | -             | -             | -             | -           | -           | -           | 5      | 0      |
| 2008-2009              | Baskonia               | TD                     | 29         | 1          | -               | -               | -               | -             | -             | -             | -           | -           | -           | 30     | 1      |
| 2009-2010              | Baskonia               | TD                     | 26         | 0          | -               | -               | -               | -             | -             | -             | -           | -           | -           | 26     | 0      |
| Totale Baskonia        | Totale Baskonia        | Totale Baskonia        | 60         | 1          |                 | -               | -               |               | -             | -             |             | -           | -           | 60     | 1      |
| 2010-2011              | Bilbao Athletic        | SDB                    | 25         | 0          | -               | -               | -               | -             | -             | -             | -           | -           | -           | 25     | 0      |
| 2011-2012              | Bilbao Athletic        | SDB                    | 30+2       | 1+0        | -               | -               | -               | -             | -             | -             | -           | -           | -           | 32     | 1      |
| 2012-2013              | Bilbao Athletic        | SDB                    | 40         | 0          | -               | -               | -               | -             | -             | -             | -           | -           | -           | 40     | 0      |
| Totale Bilbao Atheltic | Totale Bilbao Atheltic | Totale Bilbao Atheltic | 95+2       | 1          |                 | -               | -               |               | -             | -             |             | -           | -           | 97     | 1      |
| 2013-2014              | Athletic Bilbao        | PD                     | 2          | 0          | CR              | 0               | 0               | -             | -             | -             | -           | -           | -           | 2      | 0      |
| Totale carriera        | Totale carriera        | Totale carriera        | 157+2      | 2          |                 | 0               | 0               |               | -             | -             |             | -           | -           | 159    | 2      |